# Maksim Kuz'min
Maksim Aleksandrovič Kuz'min (in russo Максим Александрович Кузьмин?; Samara, 1º giugno 1996) è un calciatore russo, centrocampista dell'Akron Togliatti.

## Carriera
Ha esordito nella massima serie del campionato russo nella stagione 2014-2015.

## Palmarès

### Club

#### Competizioni nazionali
- Pervenstvo Futbol'noj Nacional'noj Ligi: 1

Dinamo Mosca: 2016-2017